# Розкошівка (село, Гайсинський район)
Розкоші́вка — село в Україні, у Теплицькій селищній громаді Гайсинського району Вінницької області. Населення становить 653 осіб. 

## Географія
Село розташоване на низинній рівнині, яка на сході переходить у гірський кряж.
У селі бере початок річка Теплик, права притока Удичу.
На околиці села знаходиться ландшафтний заказник місцевого значення Розкошівський скарб.

## Історія
Одна з перших письмових згадок про поселення міститься в інвентарі Уманської волості 1768 р., де воно йменується як слобода Роскошівка. У 1791 р. село належало до Брацлавського повіту, і в тому ж році було адміністративно підпорядковане до Надбузького повіту. Назву село отримало від родючої властивості ґрунту. У 1766 р. в Розкошівці була побудована дерев'яна церква на честь святої Параскеви, а в 1878 р. розширена двома бічними приділами. Станом на 1916 р. населення Розкошівки становило 935 осіб.
За переказами про записи в церковній книзі село Розкошівка було засноване в 1615 (скоріше в 1618 чи 1621) році козаками, які поверталися із спільного з поляками походу на турків під загальним керівництвом польського гетьмана Жолкевського (чи Конєцпольського).
Похід був невдалим і козаки, зупинившись на відпочинок у місці нинішнього кутка села «Луцьківня», так зачарувалися його розкішною природою, що вирішили залишитися тут на постійно. Звідси й пішла назва села — Розкошівка. Інша версія: Розкошівкою село назвали тому, що воно жодного разу не було спалене татарами, навіть знаменитий французький інженер Боплан, який в часи Хмельниччини складав відому тепер «карту Боплана», не знайшов його в густому лісі на стику двох річок. Коли у 1929 році руйнували церкву, книгу врятував від знищення батько нинішнього засновника музею Розкошівки Юхимчук Олексій Пилипович. На жаль в роки війни 1941—1945 років книга десь зникла.
10 серпня 2018 року Стражгородська сільська рада об'єднана з утвореною Теплицькою селищною громадою.
12 червня 2020 року, відповідно розпорядження Кабінету Міністрів України № 707-р «Про визначення адміністративних центрів та затвердження територій територіальних громад Вінницької області», село увійшло до складу Теплицької селищної громади.
19 липня 2020 року, в результаті адміністративно-територіальної реформи і ліквідації Теплицького району, село увійшло до складу Гайсинського району.

## Сучасність
В селі є школа І—ІІ ступенів, клуб, 2 магазини, фельдшерсько-акушерський пункт, дитячий садок, музей.

## Музей історії села
9 травня 2010 року в селі Розкошівка з нагоди святкування 65-ї річниці Перемоги у Другій світовій війні було відкрито сільський історико-краєзнавчий музей. Ініціатором створення музею виступив голова ветеранської організації села Володимир Олексійович Юхимчук. В ньому зібрано немало цікавих і цінних експонатів, розповідаючих про історію села, побут селян, та долі багатьох земляків.

## Нематеріальна культурна спадщина

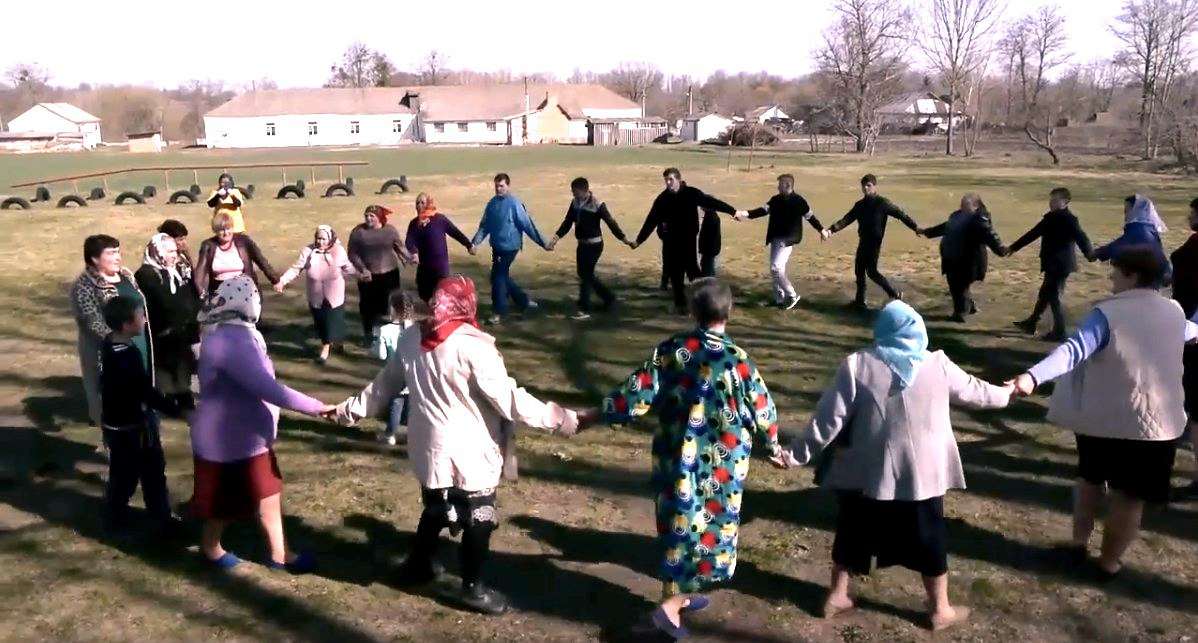
Гуляння «Водити Володара»

В основі великоднього гуляння «Водити Володара» лежить виконання спеціально приурочених до нього народних пісень та ігор, що здавна виконуються в Розкошівці. Відбувається гуляння протягом трьох днів. В перший день Великодня після служби в церкві люди розходяться по домівках. Розговляються. В обідню пору жителі Розкошівки виходять з домівок і йдуть «водити Володара» або «на зайчика». Сходяться на Степок (місце, де раніше була церква та церковний двір) і розпочинають «водити Володара».
Жінки та чоловіки, молодь стають в коло, взявшись за руки. Розпочинають хоровод піснею «Скриповеє колесо». До них приєднуються всі бажаючі. Діти формують своє коло і копіюють старших. Старі, хворі та немічні люди теж приходять на Степок. Вони підспівують та спостерігають за дійством. Ті ж самі учасники хороводу, йдучи в інший бік, співають пісню «Орел поле виорав». Наступну пісню співають молодій парі, яка має побратися, або відбулися заручини, або тим, хто залицяється.
Хороводні пісні перемежовуються з ігровою «Гей, нумо-нумо, заплітати Шума». Всі стають у напівколо, взявшись за руки. Першим, хто заводить хоровод, має бути сильний хлопець. Ведучи хоровод, він проводить всіх між останньою парою, яка по закінченню схрещує руки, утворюючи живий коридор. Цей же хлопець «заплітає» «коридор». Співають поки не сплетуть усіх.
Наступні ігрові пісні «До нори, мишко, до нори», «Вербовая кладочка», «Ой у городочку болото, болото», «Зійди, козле, рано», «Хожу я, гуляю», «Ой Тодоре», «Грушечка», «А ми просо сіяли», «Коло млина калина», «Хожу я гуляю».
Хороводною піснею «Ой зацвіли вишеньки» величають своїх сільських парубків, глузуючи з парубків сусідніх сіл. Обов'язково виконують жартівливу пісню «Ой як, як по садочку ходити». Хлопець з дівчиною знаходяться у колі, виконують ті дії, про що співається у пісні.
Ці хороводні і хороводно-ігрові пісні повторюються декілька разів на день, протягом трьох днів.
Третього дня на закінчення гуляння всі бажаючі учасники біжать так-званої «Довгої лози», починаючи від Степка, де відбувалось дійство, до центру села. Стає пара, взявшись за руки вище себе. Друга пара, пробігаючи попід підняті руки наперед, зупиняється, стає, як перша пара, піднявши руки і даючи можливість пробігти наступним. Всі разом роблять живий коридор. При цьому співають «Довгої лози».
За рішенням Міністерства культури та інформаційної політики України Великоднє гуляння «Водити Володара» в селі Розкошівка Теплицького району Вінницької області увійшло до Національного переліку нематеріальної культурної спадщини.